# Martaban (zatoka)
Martaban (birm. မုတ္တမပင်လယ်ကွေ့, trb. Moktama Kue) – największa zatoka Morza Andamańskiego znajdująca się u wybrzeży Mjanmy.
Zatoka ta wcina się blisko 150 km w ląd, na jej obszar wchodzi rozległa delta Irawadi. Jej głębokość wynosi do 20 m, a szerokość ok. 220 km. Pływy dochodzą do ok. 7,2 m, a brzegi są niskie i piaszczyste. Do Martabanu uchodzą rzeki Irawadi i Saluin. Główne miasta portowe to Rangun oraz Mulmejn.